# ADAS (Asteroidensuchprogramm)
ADAS (Abkürzung für Asiago - DLR Asteroid Survey, wobei DLR für Deutsches Zentrum für Luft- und Raumfahrt steht) ist die Bezeichnung für ein Asteroidensuchprogramm, das seit 2001 vom Asiago-Observatorium der Universität Padua in Kooperation mit dem Institut für Planetenforschung des DLR betrieben wird. Mit Hilfe eines 67-cm-Schmidt-Teleskopes des Asiago-Observatoriums wurden bisher (Anfang 2005) rund 320 Asteroiden entdeckt.
ADAS ist (neben UDAS) ein Nachfolgeprogramm der ODAS-Himmelsüberwachung, die 1999 aufgrund von Mittelkürzungen eingestellt werden musste.